# Hypsopanchax
Hypsopanchax is een geslacht van straalvinnige vissen uit de familie van levendbarende tandkarpers (Poeciliidae).

## Soorten
- Hypsopanchax catenatus Radda, 1981
- Hypsopanchax deprimozi (Pellegrin, 1928)
- Hypsopanchax jobaerti Poll & Lambert, 1965
- Hypsopanchax jubbi Poll & Lambert, 1965
- Hypsopanchax platysternus (Nichols & Griscom, 1917)
- Hypsopanchax zebra (Pellegrin, 1929)